# 第三の波 (トフラー)
『第三の波』（だいさんのなみ、英語: The Third Wave）は、1980年に出版された、アメリカの未来学者であるアルビン・トフラーの著書である。
自身が1970年に発表した著書『未来の衝撃』の続編にあたり、情報革命による情報化社会の到来を予測した。

## 概要
トフラーは本書の中で、人類はこれまで大変革の波を二度経験してきており、第一の波は農業革命（18世紀の農業における変革でなく、人類が初めて農耕を開始した新石器革命に該当）、第二の波は産業革命と呼ばれるものであり、これから第三の波として情報革命による脱産業社会（情報化社会）が押し寄せると唱えている。
第三の波の一例として、奈良県生駒市で展開された双方向映像配信実験プロジェクト・Hi-OVISを紹介している。
本書の中でトフラーは、電子情報機器を装備したエレクトロニック・コテージにより在宅勤務が可能になることを予言した。また、これまでの消費者から、生産（produce）と消費（consume）が同時に行われる「プロシューマー」（prosumer）が農業革命時のように復活し、経済構造を変化させることを唱えた。